# Platyhypnidium austrinum
Platyhypnidium austrinum là một loài Rêu trong họ Brachytheciaceae. Loài này được (Hook. f. & Wilson) M. Fleisch. miêu tả khoa học đầu tiên năm 1923.